# Dilambdodonte
Il termine dilambdodonte si riferisce a un tipo di dentatura dei mammiferi.

## Descrizione
Nei mammiferi dai denti dilambdodonti, i molari sono dotati di due creste trasversali a forma di lambda (Λ), che unendosi formano una W. I denti dilambdodonti sono tipici di animali dalla dieta insettivora, come i soricidi, i talpidi e i pipistrelli insettivori.
Alcuni mammiferi estinti dalla dieta varia erano dotati di denti dilambdodonti, come ad esempio i pantodonti.